# Irene Neverla

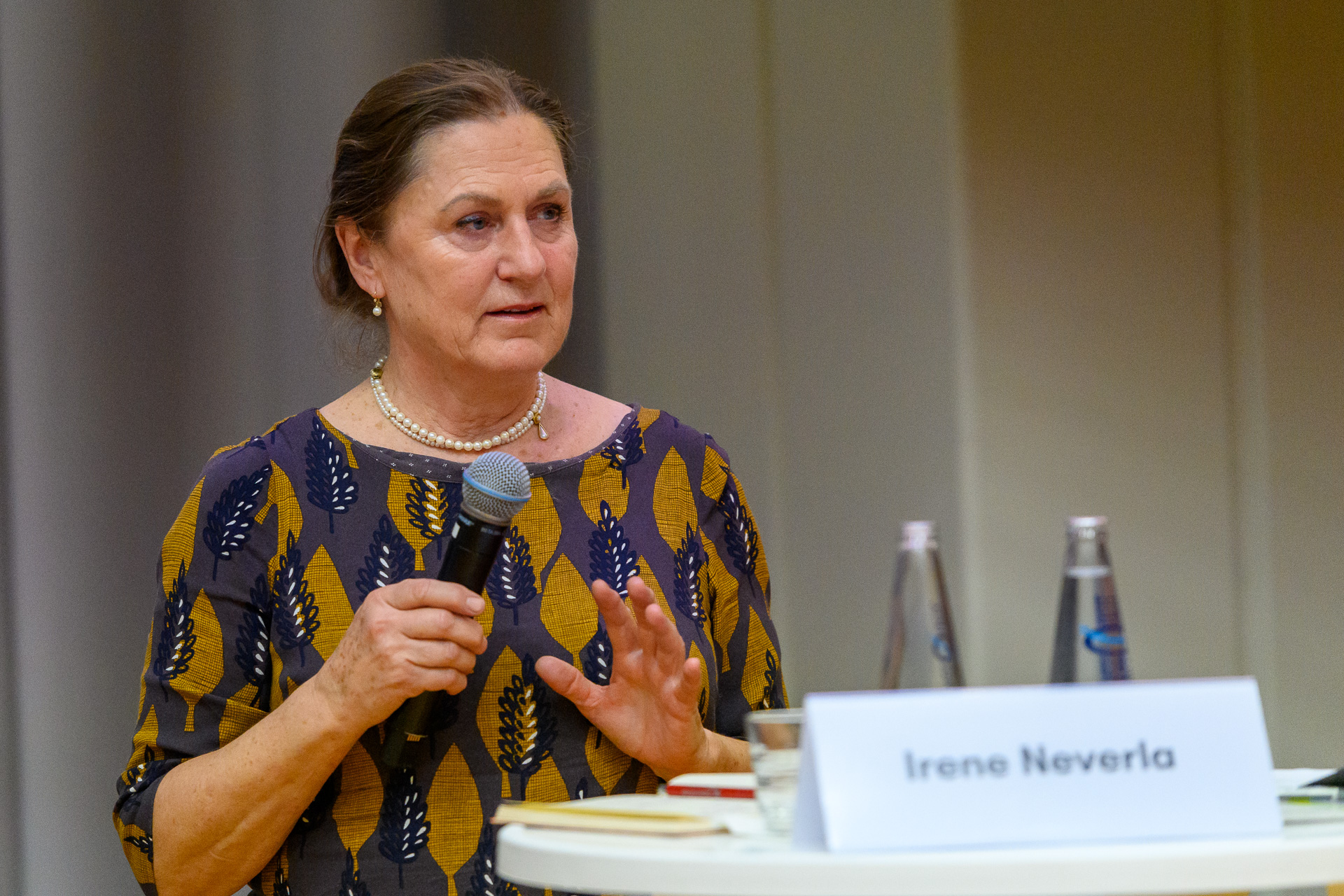
Prof. Irene Neverla bei Podiumsdiskussion zur Klimakommunikation an der FU Berlin

Irene Neverla (* 11. Februar 1952 in Graz) ist eine österreichische Kommunikationswissenschaftlerin. Seit 1992 war sie Professorin an der Fakultät für Wirtschafts- und Sozialwissenschaften der Universität Hamburg mit dem Schwerpunkt Journalistik und Kommunikationswissenschaften. Ihre Forschungsschwerpunkte sind Journalismus und Rezeptionsforschung, Visuelle Kommunikation, Umwelt-, Wissenschafts- und Klima-Kommunikation. Nach ihrer Emeritierung im September 2017 übernahm sie 2019 eine Honorarprofessur am Fachbereich Politik und Sozialwissenschaften der Freien Universität Berlin und lehrt nun am Institut für Publizistik und Kommunikationswissenschaften.

## Leben
Irene Neverla wuchs in Wien auf, wo sie bis 1971 lebte. Sie ist nicht verheiratet und hat eine Tochter.
Von 1970 bis 1976 studierte sie Kommunikationswissenschaft, Soziologie und Psychologie in Wien, Salzburg und München. Die journalistische Ausbildung machte sie am Internationalen Pressezentrum Wien und wurde freie Mitarbeiterin im Journalismus und in Projekten der Arbeitsgemeinschaft für Kommunikationsforschung. Ihre Magisterarbeit schrieb Irene Neverla bei Otto B. Roegele. An der Universität in München war sie Wissenschaftliche Mitarbeiterin und bekam ein Habilitationsstipendium der Deutschen Forschungsgemeinschaft. Die Habilitation war im Jahr 1990 und von 1990 bis 1992 war sie stellvertretende Vorsitzende der DGPuK.
Als 1970 die Wissenschaft der Publizistik in Wien noch historisch geprägt war, war in Salzburg unter Günter Kieslich bereits eine „empirisch-sozialwissenschaftliche Wende“ erfolgt. Durch Heinz Pürer und Walter Hömberg  gelang ihr der Einstieg in diverse Forschungsprojekte. Bereits als Studentin trat sie über die Arbeitsgemeinschaft für Kommunikationsforschung mit angewandter akademische Forschung in Kontakt. Darunter waren Projekte mit Hans-Jürgen Weiß. Der Mentor Wolfgang R. Langenbucher und die Wissenschaftlerin Gertrude Joch Robinson waren ein wichtiger Bestandteil ihres Lebens, die ihr halfen, den Weg in die Wissenschaft zu finden. Die Erfahrungen, die in einer von Männern geprägten Universitätslandschaft von ihr gemacht wurden, machten die Förderungen von Frauen zu einem wichtigen Thema für die Österreicherin. Darüber hinaus ist Neverla Mitbegründerin der Fachgruppe „Medien, Öffentlichkeit und Geschlecht“ in der DGPuK.
Seit 1992 ist sie Professorin an der Universität Hamburg für Journalistik und Kommunikationswissenschaft. 2005 wurde sie Initiatorin und bis zum Jahr 2010 die erste Koordinatorin des Mentoring-Programms für Kommunikationswissenschaftlerinnen in der DGPuK. Sie absolvierte Forschungs- und Lehrtätigkeiten an verschiedenen Universitäten wie München, Salzburg, Wien, Thessaloniki, Tel Aviv und Sydney. Irene Neverla ist auch in der EU-Forschungsförderung tätig. Hier ist sie Gutachterin für die Deutsche Forschungsgemeinschaft, die Schweizer Nationalfonds und die Österreichische Forschungsförderung. An den beiden Arbeitsstellen „Gesundheitskommunikation und Medizinjournalismus“ und „European Media and Public Sphere“, die sich beide in der Universität in Hamburg befinden, ist Neverla Koordinatorin. Des Weiteren ist sie im Board of Studies im Erasmus-Mundus-MA-Program „Journalism and Media in the Process of Globalization: The European Perspective“ Mitglied.

## Wissenschaftliche Arbeit
Irene Neverla brachte in einem biografischen Interview ihr Leben rund um die Wissenschaft selbst auf den Punkt: „Ich arbeite gern in Randfeldern, in denen man Neues entdecken und Forschung innovativ gestalten kann.“ Dies ist der rote Faden, der sich durch all die Arbeiten der Österreicherin zieht.
1980 veröffentlichte Neverla eine Studie, die über die Stellung der Frauen im Männerberuf Journalismus handelt. Diese zählt bis heute zu den Pionierarbeiten auf dem Gebiet der Genderforschung. Sie regte damit eine politische Diskussion über Frauen im Medienbereich an.
1990 in ihrer Habilitation brachte Neverla eine neue Perspektive in die Rezeptionsforschung durch einen Zeit-theoretischen Blickwinkel. Darüber hinaus arbeitete sie mit ethnografischen Methoden, die sich zu dieser Zeit noch nicht weit verbreitet hatten.

### Forschungsschwerpunkte
Neverlas Forschungsschwerpunkte seit Antritt ihrer Professur in Hamburg sind:
- Journalismusforschung
- Transkulturelle Kommunikation und Europäische Öffentlichkeit
- Krisen-, Risiko- und Medizinkommunikation
- Visuelle Kommunikation
- Geschlechterforschung
- Internet
- Gesundheitskommunikation
- Fotojournalismus
- Erinnerungskultur
- Kommunikationsraum Europa
- Klimaberichterstattung mit Themen[7]

### Geschlechterforschung
Irene Neverla und Gerda Kanzleiler untersuchten in der Kommunikatorinnenstudie die Rolle von Frauen in dem „Männerberuf“ Journalismus. Ihre Studie legte das Fundament für die eigenständige Entwicklung von Frauenforschung in den Kommunikationswissenschaften. Neverla forschte auch über die Funktion von Körperbild und Geschlecht in Medienkulturen. Andere Studien befassen sich damit, wie Frauen als handelnde Subjekte in den Massenmedien vorkommen.

## Publikationen

### Herausgeberwerke
- Volker Lilienthal, Irene Neverla (Hrsg.): „Lügenpresse“: Anatomie eines politischen Kampfbegriffs. Kiepenheuer & Witsch, Köln 2017.
- Irene Neverla, Henrik Bødker (Hrsg.): Environmental Journalism. Taylor & Francis, London 2013. (zuvor erschienen als Special Issue der Journalism Studies)
- Irene Neverla, Mike S. Schaefer (Hrsg.): Das Medien-Klima. Fragen und Befunde der kommunikationswissenschaftlichen Klimaforschung. Springer VS, Wiesbaden 2012.
- Irene Neverla, Elke Grittmann, Ilona Ammann (Hrsg.): Global, lokal, digital. Fotojournalismus heute. Herbert von Halem, Köln 2008.
- Michael Beuthner, Joachim Buttler, Sandra Fröhlich, Irene Neverla, Stephan Weichert (Hrsg.): Bilder des Terrors – Terror der Bilder. Quantität und Qualität der Medienbilder des 11. September. Herbert von Halem, Köln 2003.
- Irene Neverla, Elke Grittmann, Monika Pater (Hrsg.): Reader Journalistik. Kommentierte Textsammlung. UVK, Konstanz 2002.
- Irene Neverla (Hrsg.): Das Netz-Medium. Kommunikationswissenschaftliche Aspekte eines Mediums in Entwicklung. Westdeutscher Verlag, Opladen/Wiesbaden 1998.
- Wolfgang Duchkowitsch, Fritz Hausjell, Walter Hömberg, Arnulf Kutsch, Irene Neverla (Hrsg.): Journalismus als Kultur. Analysen und Essays. Westdeutscher Verlag, Opladen/Wiesbaden 1998.
- Irene Neverla, Christian Schwarzenegger: Kommunikationsraum Europa – Europa als Kommunikationsraum. Themenheft der Zeitschrift Medien & Zeit. Jg. 23, H. 3, 2008.

### Monografien
- Irene Neverla, Mascha Brichta, Hanns-Christian Kamp, Dieter K. Lüdecke: Wer krank ist, geht ins Netz. Eine empirische Untersuchung zur Medien- und Internetnutzung im Krankheitsverlauf. Reinhard Fischer, München 2007.
- Irene Neverla: Fernseh-Zeit. Zuschauer zwischen Zeitkalkül und Zeitvertreib. Ölschläger, München 1992.
- Irene Neverla, Gerda Kanzleiter: Journalistinnen. Frauen in einem Männerberuf. Campus, Frankfurt am Main 1984.
- Irene Neverla: Arbeitszufriedenheit von Journalisten. Minerva, München 1979.

## Auszeichnungen
- Zeitschriftenpreis der DGPuK (zusammen mit Monika Taddicken) für den Aufsatz „Klimawandel aus Sicht der Mediennutzer. Multifaktorielles Wirkungsmodell der Medienerfahrung zur komplexen Wissensdomäne Klimawandel“, erschienen in Medien & Kommunikation, Heft 5 (2011), S. 505–525.[10]